# Patria (schip, 1913)
De SS Patria (Latijn: 'Vaderland') was een Franse oceaanlijner die in 1913 werd gebouwd voor Fabre Line. Deze rederij gebruikte het schip voor trans-Atlantische reizen tot het in 1932 verhuurde aan Messageries Maritimes, die het gebruikte voor reizen tussen Frankrijk en de Levant. Kort nadat het schip in 1940 aan Messageries Maritimes werd verkocht namen de Britse autoriteiten het in beslag in de haven van Haifa. In november 1940 werden illegale Joodse immigranten aan boord gebracht om naar een interneringskamp in Mauritius te worden getransporteerd. Om dit te verhinderen liet de Hagana een bom aan boord ontploffen, waardoor meer dan tweehonderd mensen stierven. De half gezonken Patria bleef voor de kust van Haifa gestrand, tot het schip in 1952 uiteindelijk werd geborgen.

## Onder Fabre Line (1914-1932)
De Franse rederij Fabre Line liet de Patria en het zusterschip SS Providence bouwen door Société Nouvelle des Forges et Chantiers de la Méditerranée, een scheepswerf vlak bij Toulon. Het schip had zeven dekken en drie schoorstenen, waarvan één een dummie was. Twee driecilinder-stoommachines, gevoed door negen boilers, stuurden twee schroeven aan en leverden het schip in totaal 900 pk. De Patria was de eerste oceaanlijner met een bioscoop aan boord.
De Patria werd op 11 november 1913 te water gelaten en op 15 of 16 april 1914 door Fabre Line in dienst genomen. Ze voerde lijndiensten tussen Marseille en New York tot 1920. Daarna werd ze samen met de Providence gebruikt om emigranten uit Naples, Palermo en Marseille naar New York te vervoeren. Na de beurskrach van 1929 werd alleen de Providence gebruikt voor het vervoeren van emigranten.

## Onder Messageries Maritimes (1932-1940)
OP 19 januari 1932 verhuurde Fabre Line de Patria voor acht jaar aan Messageries Maritimes voor reizen tussen de Levant en Zuid-Frankrijk. Op een van de eerste reizen redde de bemanning van de Patria drie schipbreukelingen na het zinken van het Griekse schip de Tinios Stavtos, net voor het eiland Zakynthos. 25 andere schipbreukelingen werden opgepikt door het Griekse koopvaardijschip de SS Heron. Tijdens de Spaanse Burgeroorlog diende de Patria in februari 1939 als hospitaalschip.
Op 1 januari 1940 kocht Messageries Maritimes het schip van Le Fibre. Op 6 juni van dat jaar voer de Patria na een reis vanuit Beiroet de haven van Haifa binnen, in het Mandaatgebied Palestina. Na de Italiaanse invasie van Frankrijk op 10 juni werd het gevaarlijk geacht voor Franse schepen om langs Italië te varen. Er werd derhalve besloten om de Patria voorlopig in Haifa voor anker te laten.

## Onder British-India Steam Navigation (1940)
Drie dagen nadat Frankrijk zich aan Duitsland overgaf, blokkeerde het Britse leger de haven van Haifa en zij verhinderden zo het vertrek van de Patria. Op 15 augustus werd het schip veroverd door de Britten en kwam zo in bezit van de British-India Steam Navigation. Deze wilde de Patria aanvankelijk inzetten als troepentransportschip voor 1800 soldaten, exclusief de bemanning. De aanwezige reddingsloepen voor bemanning en 805 passagiers werden aangevuld met een aantal reddingsvlotten.

### Joodse immigranten
De MacDonald White Paper van 1939 verordende dat er slechts een beperkt aantal Joden naar Palestina mochten emigreren. De Mossad Le'Aliyah Bet en andere zionistische organisaties zetten illegale immigraties op touw: de Aliyah Bet. De Nazi-organisatie Zentralstelle für jüdische Auswanderung charterden tot 1941 schepen voor de Aliyah Bet om Joden uit Europa te krijgen. Drie van deze schepen, de SS Pacific, de SS Milos en de SS Atlantic, werden in november door de Royal Navy onderschept.
De Pacific kwam op 1 november 1940 in de Palestijnse wateren aan, na een paar dagen gevolgd door de Milos. Beide schepen werden door de Royal Navy naar de haven van Haifa geëscorteerd. Het werd de Joodse vluchtelingen verboden om aan land te gaan. Op 20 november beval de Britse Hoge Commissaris voor Palestina, Sir Harold MacMichael, dat de opvarenden met de Patria naar een kamp in Beau Bassin in Mauritius dienden te worden gedeporteerd. Toen de Atlantic met 1645 illegale immigranten op 24 november in Palestina arriveerde, werd besloten om ook een aantal van deze vluchtelingen met de Patria naar Mauritius te brengen.

### Sabotage
Een aantal zionistische organisaties poogden het vertrek van de Patria te verhinderen. Een algemene staking had weinig effect op het besluit van deportatie naar Mauritius. Leden van de Etsel trachtten vervolgens zonder succes een bom aan boord te brengen.
Ook de Hagana wilden een bom aan boord smokkelen. Het plan was om het schip zodanig te beschadigen dat het voor reparaties in de haven moest blijven. Zo kon er tijd worden gewonnen om de Britten over te halen van hun deportatieplannen af te zien. Moshe Sharett van de Jewish Agency for Israel stelde Yitzhak Sadeh aan als bevelvoerder voor deze operatie. Op 22 november slaagde men er in om een tijdbom van twee kilogram aan boord te brengen. De detonatie was ingesteld om negen uur 's ochtends, maar een ontploffing bleef uit.

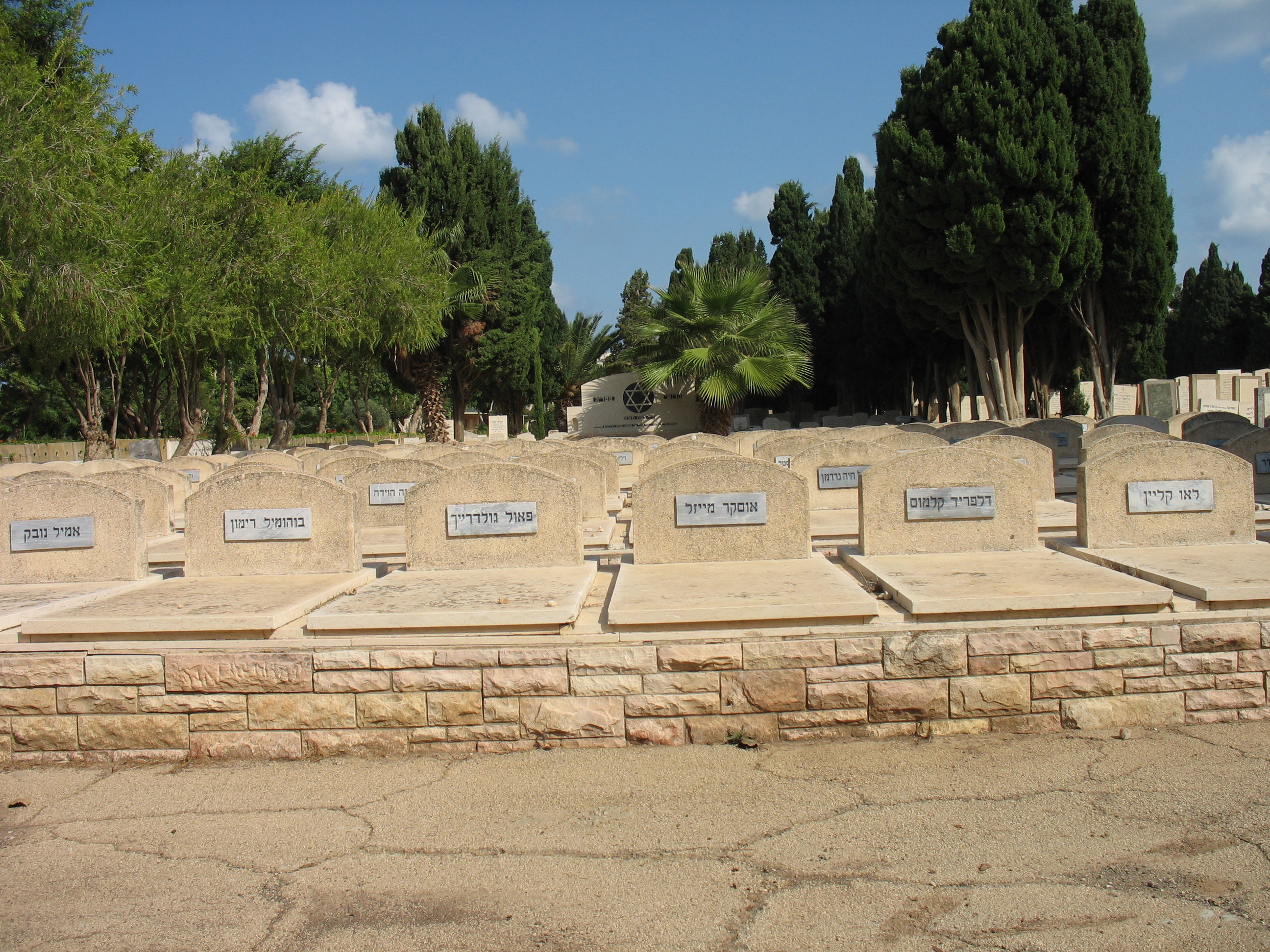
Graven van enkele slachtoffers

Een tweede, zwaardere brom werd op 24 november in het schip door Munya Mardor tegen de binnenzijde van de scheepsromp geplaatst. Toen deze op 25 november om negen uur 's ochtends ontplofte waren er 130 bemanningsleden, een aantal soldaten en 1770 vluchtelingen aan boord; de passagiers van de Pacific en de Milos en 134 passagiers van de Atlantic. De bedoeling was om het schip onbruikbaar te maken voor een zeereis, maar de ontploffing was zo krachtig dat er een gat van twee bij drie meter in de romp werd geslagen. De Patria kapseisde en zonk het in zestien minuten. Een deel van de romp en het bovendek bleven boven water.
De meeste opvarenden werden gered door Britse en Arabische boten, maar een aantal konden niet uit het zinkende schip ontsnappen. 172 personen raakten gewond en er werden 267 personen vermist, waarvan meer dan 200 Joden. 209 lijken werden later teruggevonden en begraven in Haifa.

### Deportatie naar Mauritius

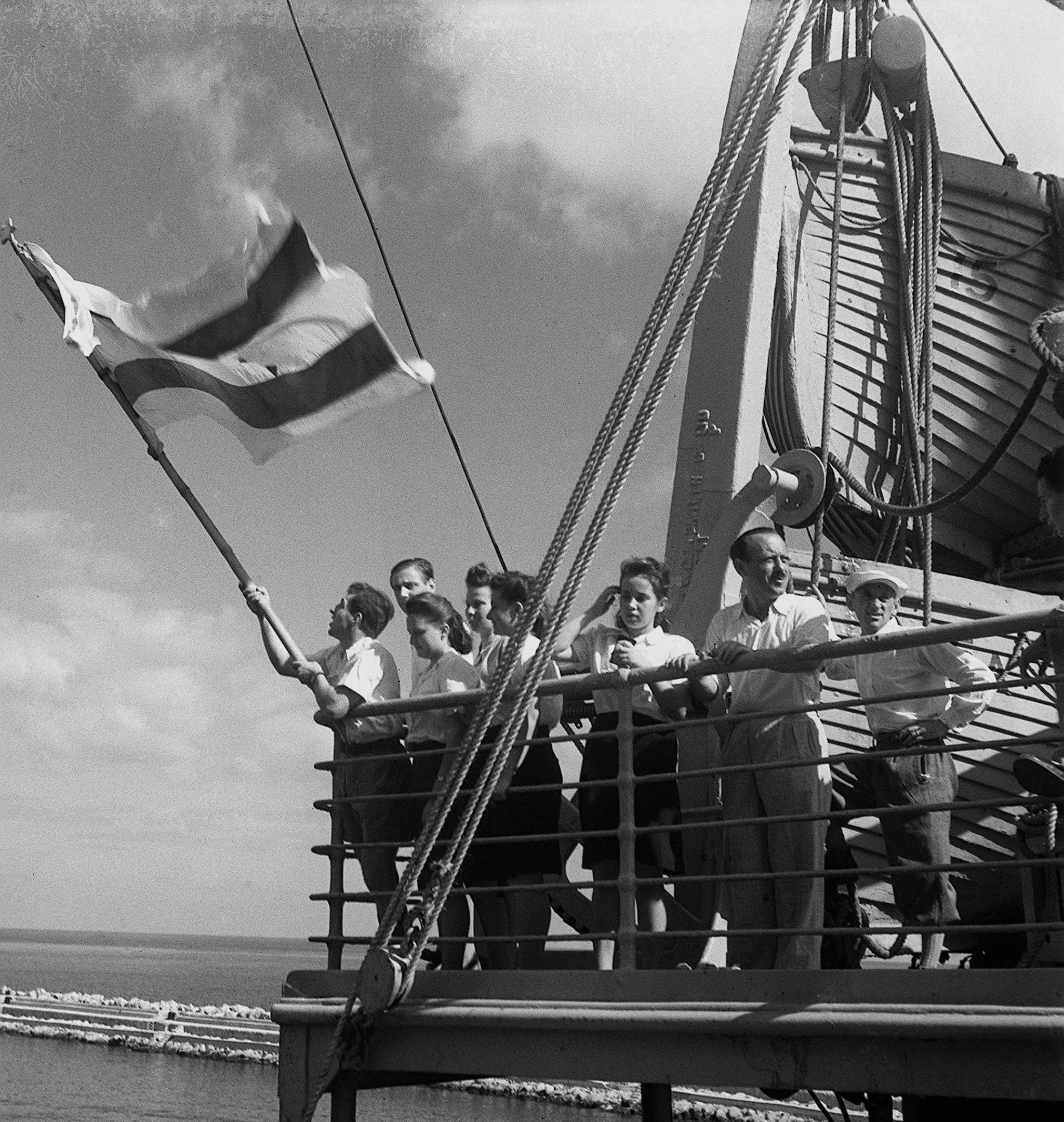
De in Mauritius vrijgelaten ma'apalim op weg naar Palestina, augustus 1945

De Joodse overlevenden en de 1560 vluchtelingen die zich nog aan boord van de Atlantic bevonden werd naar het interneringskamp Atlit gebracht. Na een internationale campagne werd besloten om de overlevenden van de Patria in Palestina vrij te laten. De vluchtelingen aan boord van de Atlantic werden echter op 9 december naar Mauritius gedeporteerd. Na de Tweede Wereldoorlog werden ze vrijgelaten en kregen de mogelijkheid om terug te keren naar Palestina. 1320 van hen kozen hiervoor en kwamen op 26 augustus 1945 in Haifa aan. Het scheepswrak van de Patria bleef in de haven van Haifa totdat hij in 1952 werd geborgen.

## Geruchten en opheldering

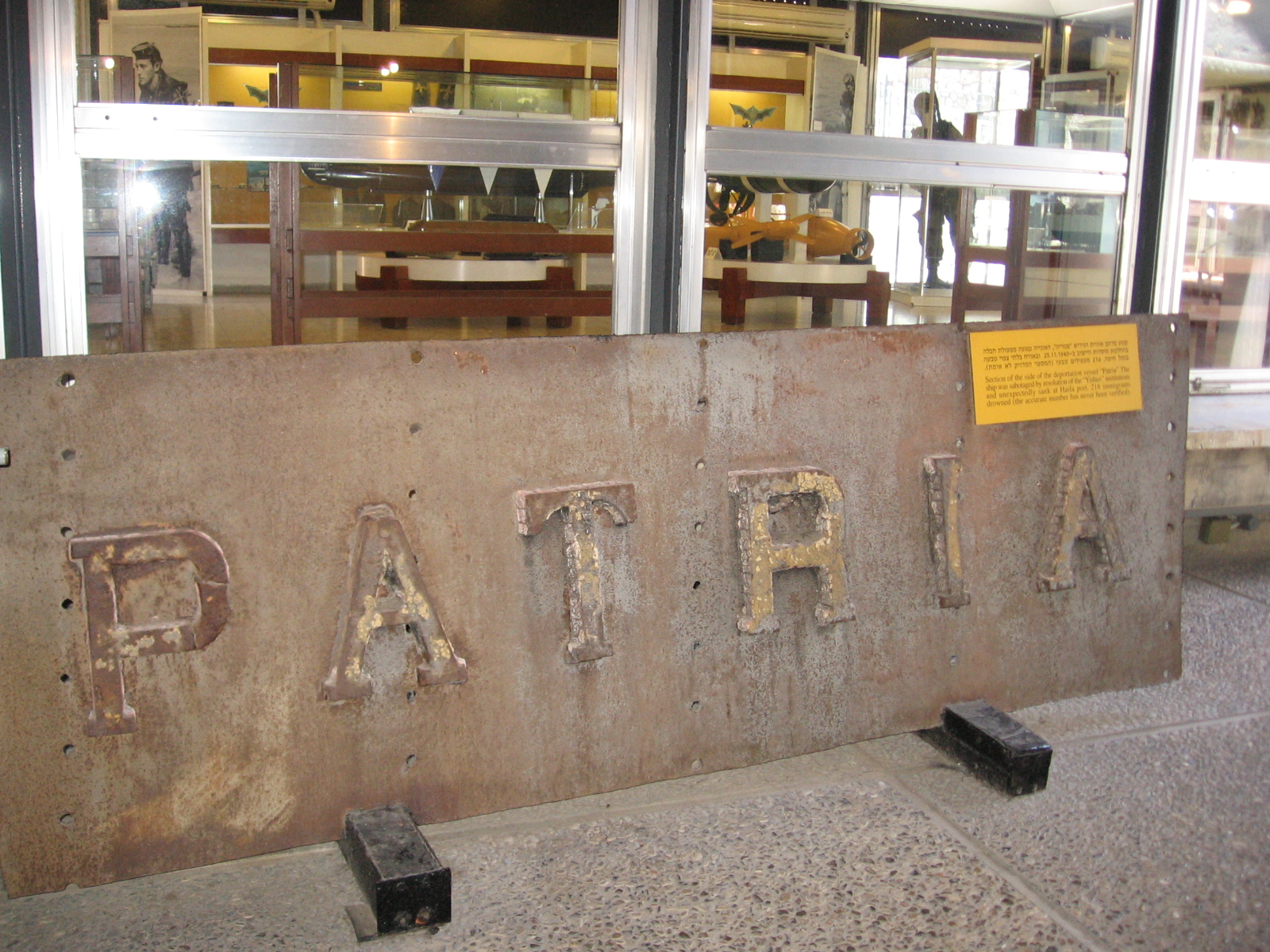
Tentoongestelde naamplaat van de Patria

Het bleef een aantal jaren onbekend wie verantwoordelijk was voor de explosie die de Patria had doen zinken. Het Britse leger bijvoorbeeld was in de veronderstelling dat de Etsel verantwoordelijk was voor het incident. In december 1945 publiceerde de Ha-Po'el ha-Tza'ir, een nieuwsblad dat sympathiseerde met de linkse Mapai-partij van David Ben-Gurion, dat het schip zonk door een "kwaadaardige dader". Enkele zionistische leiders die wisten dat de Hagana verantwoordelijk was bekritiseerden de handelswijze van de betrokken Hagana-leden; er waren te weinig leden betrokken geweest bij de genomen beslissing om de bom te plaatsen. Anderen argumenteerden echter dat de ontploffing van nut was voor de jisjoev, daar de overlevenden nu in Palestina mochten blijven.
Na verloop van tijd deed het gerucht de ronde dat de vluchtelingen zelf uit wanhoop de Patria hadden opgeblazen. In 1957 publiceerde Munya Mardor een verslag van zijn activiteiten voor de Hagana en verklaarde dat de organisatie nooit het doel had gehad om het schip te doen zinken. Uit zijn verslag bleek dat de Hagana een onderzoekscommissie had aangesteld om uit te zoeken waardoor de explosie zo vernietigend bleek. De commissie concludeerde dat de romp van de Patria in slechte staat was en de druk van de explosie niet kon weerstaan.